# زبور مانی
زبور مانی دارای مجموعه دعاهایی بوده که تاکنون هیچ یک از آن‌ها به فارسی میانه شناسایی نشده‌ است. از متن زبور مانوی به قبطی برمی‌آید که در میان کتاب‌های مانی دو زبور منظوم وجود داشته‌‌ است. ترجمهٔ قطعاتی مفصلی از یکی از آن دو به پارتی و نیز قطعاتی از آن به فارسی میانه و سغدی در دست است و در پارتی عنوان آفرین بزرگان را دارد. این زبور مشتمل بر دعاهایی است خطاب به پدر عظمت و خدایان خلقت سوم که امور جهان کنونی را برعهده دارند، و دارای بخش‌هایی است و در هر بخش عبارات معینی در طول متن تکرار می‌شود. زبور دیگر آفرین تقدیس نامیده شده زیرا هر کدام از دعاها با کلمهٔ قادوش شروع می‌شود. احتمالاً در زبان اصلی نیز این زبور همین نام را داشته‌‌ است. در متن سغدی آمده است که این سرودها، نوشته شخص مانی بوده‌ است. این زبور نیز از نظر ساختمان همانند نخستین زبور است.  